# Marie-France Carlier
Marie-France Carlier-Pantaloni (* 20. Jhdt.) ist eine französische Chemikerin und Biochemikerin.

## Karriere
Carlier studierte an der École supérieure de physique et de chimie industrielles de la ville de Paris das Studienfach Chemie. Während ihrer Promotion arbeitete sie im Team von Dominique Pantaloni im Labor für Enzymatik und Biochemie des Centre national de la recherche scientifique (CNRS) in Gif-sur-Yvette. 1976 wurde sie mit der Arbeit Étude physico-chimique d’une isocitrate déshydrogénase : modulation de l’activité enzymatique par les substrats et les coenzymes an der Universität Paris-Süd promoviert. Mit Terrell Hill arbeitete sie an der Forschung über die Regulation des Aufbaus von Mikrotubuli und die Rolle der Hydrolyse von Nukleotiden. Nach ihrer Promotion ging sie als Postdoc zur Cornell University in Ithaca in die Forschungsgruppe von Gordon Hammes. Später arbeitete sie in der Zellbiologie-Gruppe von Edward D. Korn im National Heart, Lung, and Blood Institute innerhalb der National Institutes of Health.
Nach ihren Stationen in den USA kehrte sie an das CRNS zurück, wo sie das Labor, in dem sie während der Promotion arbeitete, leitete. Sie leitete auch Projekte im Rahmen des Human Frontier Science Program.
Beim CNRS war sie bei ihrer Pensionierung, die spätestens 2016 erfolgte, Directrice de recherche.

## Forschungsschwerpunkt
Carlier beschäftigt sich unter anderem mit Zellbiologie, Aktin und Aktinremodellierung und dem Arp 2/3-Komplex. Innerhalb der Zellbiologie zählen Untersuchungen des Cytoskeletts, von Lamellipodien und des Proteins Cofilin, das am Zerfall von Aktin in Mikrofilamenten, auch als Aktinfilamente bezeichnet, beteiligt ist, zu ihrem Arbeitsgebiet. Die Forschung ist interdisziplinär, auch mit biophysikalischen Anteilen.
Ein Schwerpunkt ist die Erforschung der Regulierung des Aufbaus von Aktin bei der Zellmotilität. Dabei untersucht sie in vitro die Anordnung von Aktinfilamenten, um die molekularen Prozesse bei der Aktinanordnung während der Zellmotilität zu verstehen.

## Auszeichnungen
- 1988: CNRS-Silbermedaille[2]
- 1989: Ordre national du Mérite (Ritterklasse)[2]
- 2001: Wahl in die European Molecular Biology Organization[6]
- 2009: Prix Charles-Léopold Mayer[3]
- 2009: ERC Advanced Grant[2]
- 2016: Ritter der Ehrenlegion[4]
- 2023: Research.com Biology and Biochemistry in France Leader Award[5]

## Veröffentlichungen (Auswahl)
Fachartikel unter Carliers Beteiligung wurden in vielen Forschungsarbeiten zitiert. Folgende Arbeiten gehören zu ihren meistzitierten Artikeln:
- Dominique Pantaloni, Marie-France Carlier: How profilin promotes actin filament assembly in the presence of thymosin β4. In: Cell. Band 75, Nr. 5, 1993, S. 1007–1014.
- Herve Isambert, Pascal Venier, Anthony C. Maggs, Abdelatif Fattoum, Ridha Kassab, Dominique Pantaloni, Marie-France Carlier: Flexibility of actin filaments derived from thermal fluctuations: effect of bound nucleotide, phalloidin, and muscle regulatory proteins. In: Journal of Biological Chemistry. Band 270, Nr. 19, 1995, S. 11437–11444, doi:10.1074/jbc.270.19.11437.
- Marie-France Carlier, Valérie Laurent, Jérôme Santolini, Ronald Melki, Dominique Didry, Gui-Xian Xia, Yan Hong, Nam-Hai Chua, Dominique Pantaloni: Actin depolymerizing factor (ADF/cofilin) enhances the rate of filament turnover: implication in actin-based motility. In: The Journal of cell biology. Band 136, Nr. 6, 1997, S. 1307–1322, doi:10.1083/jcb.136.6.1307.
- Thomas P. Loisel, Rajaa Boujemaa, Dominique Pantaloni, Marie-France Carlier: Reconstitution of actin-based motility of Listeria and Shigella using pure proteins. In: Nature. Band 401, Nr. 6753, 1999, S. 613–616, doi:10.1038/44183.
- Dominique Pantaloni, Christophe Le Clainche, Marie-France Carlier: Mechanism of actin-based motility. In: Science. Band 292, Nr. 5521, 2001, S. 1502–1506, doi:10.1126/science.1059975.
- Stéphane Romero, Christophe Le Clainche, Dominique Didry, Coumaran Egile, Dominique Pantaloni, Marie-France Carlier: Formin Is a Processive Motor that Requires Profilin to Accelerate Actin Assembly and Associated ATP Hydrolysis. In: Cell. Band 118, Nr. 3, 2004, S. 419–429, doi:10.1016/j.cell.2004.09.039.
- Christophe Le Clainche, Marie-France Carlier: Regulation of actin assembly associated with protrusion and adhesion in cell migration. In: Physiological reviews. Band 88, Nr. 2, 2008, S. 489–513, doi:10.1152/physrev.00021.2007.